# جي. يوجين زيمر
جي. يوجين زيمر هو سياسي أمريكي، ولد في 16 مايو 1912 في تروي في الولايات المتحدة، وتوفي في 1 يوليو 1995. نشط حزبياً في American Labor Party ‏. وقد انتخب عضو جمعية ولاية نيويورك ‏.